# Hrustalnîi
Hrustalnîi (în ucraineană Хрустальний; până în 1920, Krîndacivka (în ucraineană Криндачі́вка); între 1920–2016, Krasnîi Luci, în ucraineană Красний Луч) este oraș regional în regiunea Luhansk, Ucraina. Deși subordonat direct regiunii, orașul este și reședința raionului Krasnîi Luci. 

## Demografie
Componența lingvistică a orașului Hrustalnîi
     Rusă (87,82%)
     Ucraineană (10,43%)
     Alte limbi (0,23%)
Conform recensământului din 2001, majoritatea populației orașului Hrustalnîi era vorbitoare de rusă (87,82%), existând în minoritate și vorbitori de ucraineană (10,43%).

### Au trăit la Hrustalnîi
- Nikolai Șmatko (n. 1943) - sculptor ucrainean, a lucrat aici în perioada 1985-1991